# Croce di Dupplin

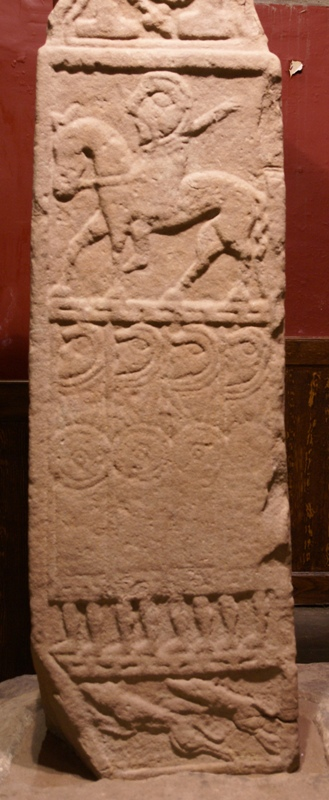
Incisioni nella croce di Dupplin

La croce di Dupplin (in inglese Dupplin Cross) è una stele eretta dal popolo dei Pitti agli inizi del IX secolo e rinvenuta all'interno della tenuta di Dupplin, nei pressi del villaggio scozzese di Forteviot (Perthshire, Perth e Kinross).  Ritenuta uno dei migliori esempi dell'arte pitta, nonché delle più complete croci paleocristiane in Scozia, è conservata all'interno della chiesa di San Serf, a Dunning.

## Storia
La croce di Dupplin si ergeva in origine su una collina nei pressi di Forteviot, considerata la "capitale" dei Pitti, nei pressi del castello di Dupplin.
Si ritiene che la stele sia stata eretta da Kenneth MacAlpine, che regnò sui Pitti e sugli Scozzesi, o da uno dei figli di quest'ultimo in onore del re dei Pitti Costantino, che governò tra il 792 e l'820.
A partire dal 1998, la croce di Dupplin fu trasferita al New Museum of Scotland di Edimburgo per essere sottoposta a un'opera di restuaro. Terminato ilrestauro, il 26 marzo 2002, la croce di Dupplin fu trasferita nella chiesa di San Serf, a Dunning.

## Descrizione
La pietra è conservata sotto il campanile della chiesa di San Serf, a Dunning.
La pietra è stata intagliata in un blocco di arenaria rossa ed è alta 2,92 metri. Nella pietra sono raffigurati guerrieri, animali (tra degli uccelli), figure geometriche, spirali, ecc.
In particolare, vi si trova raffigurato un cavaliere con una grande testa e dei baffi, che probabilmente rappresenta il re dei Pitti Costantino, e una persona nell'atto di suonare l'arpa, che si ritiene possa essere re Davide. Sotto la figura del presunto re Costantino, sono poi raffigurati quattro cavalieri (senza baffi), mentre nella parte orientale della pietra sono raffigurati (come ad es. nelle pietre di Aberlemno) delle scene di caccia (tema molto comune nell'arte pitta) in cui è presente un cane.
Nella croce è inoltre presente un'iscrizione di sette righe in latino in cui si fa menzione del re dei Pitti Costantino (unico esempio di pietra pitta in cui sia menzionato un re pitto),  che  viene citato come "figlio di Fergus" (Custantin mac Forcussa).